# 2115
2115 (ММCXV) е обикновена година, започваща във вторник според Григорианския календар. Тя е 2115-ата година от новата ера, сто и петнадесетата от третото хилядолетие и шестата от 2110-те.